# Кизитеринка (река)
Кизитери́нка (Кизитери́нский руче́й, Кизитери́новская ба́лка) — малая степная река в Ростовской области, правый приток Дона. Длина 12 км. Протекает по территории Ростова-на-Дону.

## Течение
Река полностью протекает по территории Ростова-на-Дону. Начинается двумя истоками: левый и больший из них начинается к югу от Можайской улицы, а меньший (правый) у улицы Алексея Русова. Сливаются они у Проспекта Шолохова. Далее течёт на юг. Впадает в Дон (в Нахичеванскую протоку) с правой стороны к югу от улицы Береговой, напротив Зелёного острова.
Кизитеринка служит естественной границей между двумя основными составляющими частями Пролетарского района — Нахичеванью и Александровкой. Также по берегам реки расположены следующие микрорайона Ростова-на-Дону: 2-й посёлок Орджоникидзе, 1-й посёлок Орджоникидзе, Фрунзе, Маяковского, Кирилловский и Ясная Поляна.

## Название
Казачья легенда так объясняет название реки:

У ногайского князя Иштерека была смертельно больная дочь Султанет. Иштерек созвал всех знахарей и обещал щедро вознаградить за спасение дочери. По совету старика, Иштерек отправился на Дон: там есть два ключа Ак-Су и Кара-Су. В Кара-Су надо выкупать больную, а из Ак-Су — напоить её живой водой. Свозили Султанет к Ак-Су и к Кара-Су. Султанет вылечилась, но сбежала с казачьим атаманом Сары-Азманом. Никто не знал, что с ней случилось. С тех пор балку, где располагалось становище Иштерека, стали называть «Кизи-Тиринга», что в переводе на русский язык означает «пропавшая девушка».

По реке получили названия: станция Кизитеринка, улицы 1-я, 2-я и 3-я Кизитериновская, улица Кизитериновская балка, улица Ручейная

## История
Люди стали селиться по берегам Кизитеринки очень давно. Уже около двух тысяч лет назад в балке существовало поселение меотов — Кизитериновское городище. Это одно из старейших поселений на территории Ростова-на-Дону. Поселение прекратило существование в результате нашествия на Дон кочевых народов в начале нашей эры.
После образования города Нахичевани Кизитериновская балка стала его самой восточной окраиной. По другую сторону балки уже шли земли казачьей станицы Александровки. После того, как был построен завод «Аксай» (теперь — завод «Красный Аксай»), на территории балки, рядом с заводом, появился посёлок, который сейчас называется Ясная Поляна.
В северной части балки, отделённый от Ясной Поляны узким переулком, находится посёлок Кирилловский. Когда-то здесь селились рабочие расположенных в соседней Берберовке кирпичных заводов. Затем, когда строился Александровский мост, одну часть Кирилловского посёлка снесли, другая же так и осталась практически без изменений.

## Экология
Кизитеринка превратилась в русло для слива сточных вод с окрестных предприятий (иногда речку можно было просто поджечь, такое сливалось в неё количество технических отходов).